# Olympische Geschichte des Tschad
| Gelbes Symbol für Goldmedaillen mit stilisierten Olympischen Ringen | Graues Symbol für Silbermedaillen mit stilisierten Olympischen Ringen | Braundes Symbol für Bronzemedaillen mit stilisierten Olympischen Ringen |
| ------------------------------------------------------------------- | --------------------------------------------------------------------- | ----------------------------------------------------------------------- |
| —                                                                   | —                                                                     | —                                                                       |

Der Tschad, dessen NOK, das Comité Olympique et Sportif Tchadien, 1963 gegründet und 1964 vom IOC anerkannt wurde, nahm erstmals 1964 an Olympischen Sommerspielen teil. 1976 schloss sich der Tschad dem Boykottaufruf für die Spiele in Montreal und 1980 für die Spiele in Moskau an. Zu Winterspielen wurden bislang keine Athleten geschickt. Medaillen wurden bislang nicht gewonnen.

## Übersicht

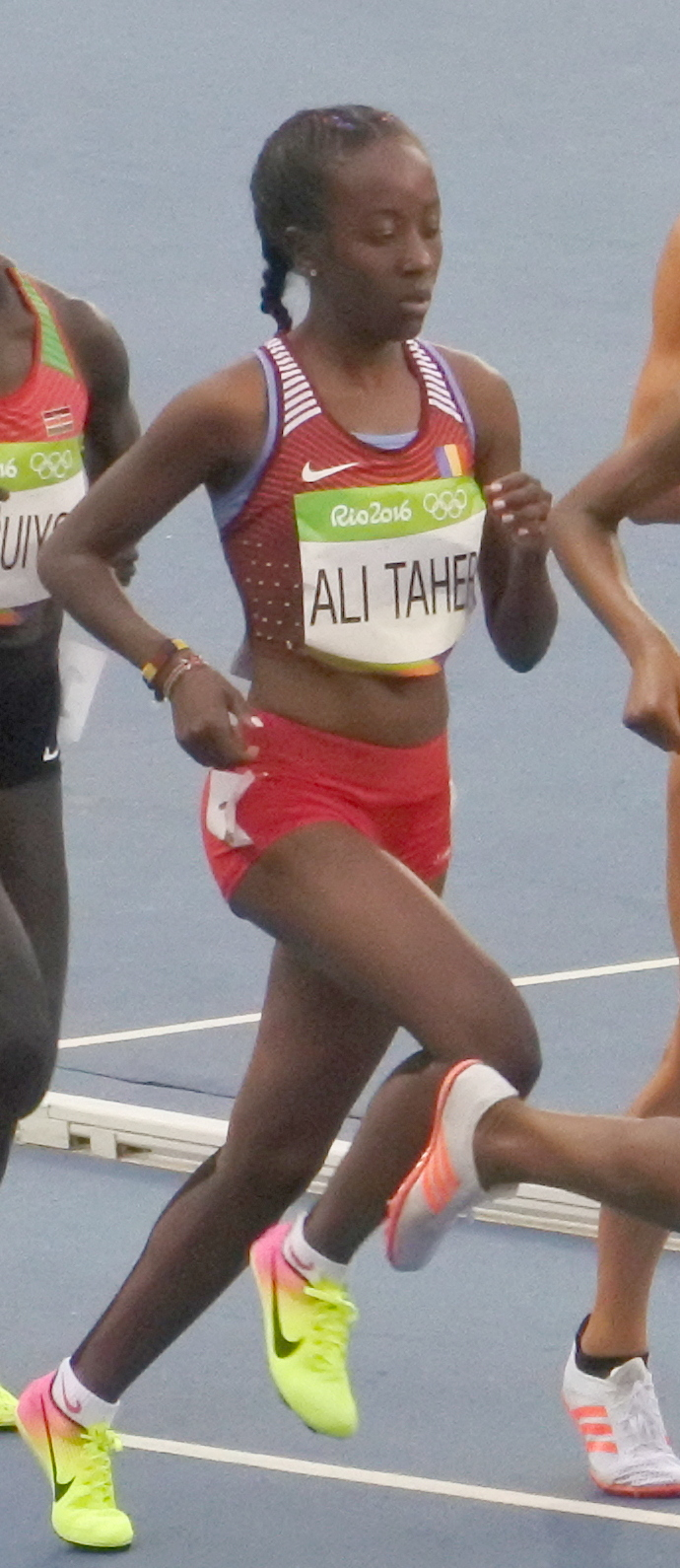
Bibiro Ali Taher in ihrem Vorlauf über 5000 Meter 2016

Die erste tschadische Olympiamannschaft 1964 in Tokio bestand aus zwei Leichtathleten. Erster Olympionike des Landes war am 14. Oktober 1964 der 800-Meter-Läufer Ahmed Issa. 1972 in München trat erstmals ein Boxer an. Der Tschad folgte den Boykottaufrufen der afrikanischen Länder bzw. der USA und blieb den Spielen von Montreal 1976 und Moskau 1980 fern.
Im weiteren Verlauf der Olympischen Spiele blieben tschadische Teilnehmer erfolglos. 1992 in Barcelona traten erstmals Judoka an. In Barcelona ging zudem die erste tschadische Frau bei Olympischen Spielen an den Start. Rosalie Gangué trat am 31. Juli 1992 zum 800-Meter-Lauf an und wurde somit die erste Olympionikin ihres Landes. Zwischen 1996 und 2008 nahmen nur Leichtathleten teil. In Tokio 2020 ging erstmals ein Bogenschütze an den Start. 

## Übersicht der Teilnehmer

### Sommerspiele
| Jahr      | Athleten           | Athleten           | Athleten           | Sportarten         | Sportarten         | Sportarten         | Sportarten         | Medaillen          | Medaillen          | Medaillen          | Medaillen          | Rang               |
| Jahr      | Gesamt             |                    |                    |                    |                    |                    |                    |                    |                    |                    | Medaillen – Gesamt | Rang               |
| --------- | ------------------ | ------------------ | ------------------ | ------------------ | ------------------ | ------------------ | ------------------ | ------------------ | ------------------ | ------------------ | ------------------ | ------------------ |
| 1896–1960 | nicht teilgenommen | nicht teilgenommen | nicht teilgenommen | nicht teilgenommen | nicht teilgenommen | nicht teilgenommen | nicht teilgenommen | nicht teilgenommen | nicht teilgenommen | nicht teilgenommen | nicht teilgenommen | nicht teilgenommen |
| 1964      | 2                  | 2                  | 0                  |                    |                    |                    | 2                  |                    |                    |                    |                    |                    |
| 1968      | 3                  | 3                  | 0                  |                    |                    |                    | 3                  |                    |                    |                    |                    |                    |
| 1972      | 4                  | 4                  | 0                  |                    | 1                  |                    | 3                  |                    |                    |                    |                    |                    |
| 1976–1980 | nicht teilgenommen | nicht teilgenommen | nicht teilgenommen | nicht teilgenommen | nicht teilgenommen | nicht teilgenommen | nicht teilgenommen | nicht teilgenommen | nicht teilgenommen | nicht teilgenommen | nicht teilgenommen | nicht teilgenommen |
| 1984      | 3                  | 3                  | 0                  |                    |                    |                    | 3                  |                    |                    |                    |                    |                    |
| 1988      | 6                  | 6                  | 0                  |                    |                    |                    | 6                  |                    |                    |                    |                    |                    |
| 1992      | 6                  | 5                  | 1                  |                    |                    | 2                  | 4                  |                    |                    |                    |                    |                    |
| 1996      | 4                  | 3                  | 1                  |                    |                    |                    | 4                  |                    |                    |                    |                    |                    |
| 2000      | 2                  | 1                  | 1                  |                    |                    |                    | 2                  |                    |                    |                    |                    |                    |
| 2004      | 1                  | 0                  | 1                  |                    |                    |                    | 1                  |                    |                    |                    |                    |                    |
| 2008      | 2                  | 1                  | 1                  |                    |                    |                    | 2                  |                    |                    |                    |                    |                    |
| 2012      | 2                  | 0                  | 2                  |                    |                    | 1                  | 1                  |                    |                    |                    |                    |                    |
| 2016      | 2                  | 1                  | 1                  |                    |                    |                    | 2                  |                    |                    |                    |                    |                    |
| 2020      | 3                  | 1                  | 2                  | 1                  | 1                  |                    | 1                  |                    |                    |                    |                    |                    |
| 2024      | 3                  | 2                  | 1                  | 1                  |                    | 1                  | 1                  |                    |                    |                    |                    |                    |
| Gesamt    | Gesamt             | Gesamt             | Gesamt             | Gesamt             | Gesamt             | Gesamt             | Gesamt             | 0                  | 0                  | 0                  | 0                  |                    |

### Winterspiele
| Jahr      | Athleten           | Athleten           | Athleten           | Sportarten         | Medaillen          | Medaillen          | Medaillen          | Medaillen          | Rang               |
| Jahr      | Gesamt             |                    |                    | Sportarten         |                    |                    |                    | Medaillen – Gesamt | Rang               |
| --------- | ------------------ | ------------------ | ------------------ | ------------------ | ------------------ | ------------------ | ------------------ | ------------------ | ------------------ |
| 1924–2022 | nicht teilgenommen | nicht teilgenommen | nicht teilgenommen | nicht teilgenommen | nicht teilgenommen | nicht teilgenommen | nicht teilgenommen | nicht teilgenommen | nicht teilgenommen |
| Gesamt    | Gesamt             | Gesamt             | Gesamt             | Gesamt             | 0                  | 0                  | 0                  | 0                  |                    |

## Liste der Medaillengewinner

### Goldmedaillen
Bislang (Stand 2024) keine Goldmedaillen.

### Silbermedaillen
Bislang (Stand 2024) keine Silbermedaillen

### Bronzemedaillen
Bislang (Stand 2024) keine Bronzemedaillen 